# Bengt Ribbing (1541–1594)
Bengt Ribbing, född 1541, död 1594, i släkten Ribbing, riksråd.
Vid cirka 20 års ålder utnämndes han av Erik XIV till ståthållare på Kalmar och behöll samma förtroendepost under Johans regering. 1582 förordnades han till lagman på Öland, och sex år senare upptog samme kung honom bland Svea Rikes råd och utnämnde honom till Lagman i Västmanland, Dalarna och Bergslagen år 1590.

## Biografi
Hos Johan stod han högt i gunst och användes vid åtskilliga förtroendeuppdrag, men när Johan III dött, sägs han ha slutit till hertig Karl. Enligt en gammal berättelse skall Bengt Ribbing vid ett tillfälle, av den hetlevrade hertigen, så eftertryckligt "fått smak på hans silverhammare", så att han därav avled den 9/7 1594. I alla händelser är orsaken till Ribbings plötsliga död dunkel. Hertigen blev mycket arg över det utspridda ryktet och vidtog kraftiga åtgärder för att rentvå sig från beskyllningen.

### Familj
Ribbing gifte sig 1576 med friherrinnan Birgitta Gabrielsdotter (Oxenstierna). Hon var dotter till riksmarsken Gabriel Kristiernsson (Oxenstierna) och Beata Eriksdotter Trolle. De fick tillsammans barnen Carin Ribbing (1576–1641) som var gift med kammarjunkaren Nils Knutsson Posse, Magnus Ribbing och Anna Ribbing (död 1649) som var gift med Anders Nilsson Lilliehöök af Fårdala.